# Frota da MRS Logística
A relação abaixo representa a frota de locomotivas que pertencem ou estão concessionadas à MRS Logística

## Locomotivas EMD
Fabricadas pela General Motors - Electro-Motive Divison (atual Electro-Motive Diesel).

### Série "SD" Special Duty
| MODELO   | ANO DE PRODUÇÃO | FABRICANTE    | TOTAL | RODAGEM | POTÊNCIA TOTAL / DISPONÍVEL | MOTOR    | IMAGEM |
| -------- | --------------- | ------------- | ----- | ------- | --------------------------- | -------- | ------ |
| SD18     | 1962            | EMD           | 10    | C-C     | 1.950/1.800 hp              | 16-567D1 |        |
| SD38M    | 1967            | EMD           | 34    | C-C     | 2.200/2.000 hp              | 16-645EE |        |
| SD40M-2  | 1967            | EMD           | 2     | C-C     | 3.300/3.000 hp              | 16-645E3 |        |
| SD40M-3  | 1967            | EMD           | 1     | C-C     | 3.300/3.000 hp              | 16-645E3 |        |
| SD40-2   | 1980            | Macosa        | 28    | C-C     | 3.300/3.000 hp              | 16-645E3 |        |
| SD40-3   | 1980            | Macosa        | 3     | C-C     | 3.300/3.000 hp              | 16-645E3 |        |
| SD40-3MP | 1966-1971       | EMD           | 14    | C-C     | 3.300/3.000 hp              | 16-645E3 |        |
| SD70ACe  | 2012-2021       | Progress Rail | 7     | C-C     | 4.312 hp                    | 16-710G3 |        |
| SD80ACe  | 2020            | Progress Rail | 1     | C-C     | 5.300 hp                    | 12-710G3 |        |

## General Electric
Fabricadas pela General Electric ou, em sua sucessão, pela Wabtec.

### Industrial ou manobreira
| MODELO | ANO DE PRODUÇÃO | FABRICANTE       | TOTAL | RODAGEM | MOTOR     | POTÊNCIA | IMAGEM                |
| ------ | --------------- | ---------------- | ----- | ------- | --------- | -------- | --------------------- |
| U5B    | 1961            | General Electric | 4     | B-B     | Cat D 379 | 540 hp   | Locomotiva U5B da FCA |
| U6B    | 1967            | General Electric | 6     | B-B     | Cat D 379 | 600 hp   |                       |
| 720HP  | 1955-1956       | General Electric | 9     | B-B     | FDL-6T    | 720 hp   |                       |

### Universal

#### Seis Eixos
| MODELO | ANO DE PRODUÇÃO | FABRICANTE       | TOTAL | RODAGEM | MOTOR   | POTÊNCIA | IMAGEM |
| ------ | --------------- | ---------------- | ----- | ------- | ------- | -------- | ------ |
| U20C   | 1981            | General Electric | 25    | C-C     | 7FDL-12 | 2.000 hp |        |
| U23C   | 1968-70         | General Electric | 30    | C-C     | 7FDL-12 | 2.250 hp |        |
| U23C1  | 1975            | General Electric | 11    | C-C     | 7FDL-12 | 2.250 hp |        |
| U23CL  | 1975            | General Electric | 6     | C-C     | 7FDL-12 | 2.250 hp |        |

### Dash-7

#### Seis Eixos
| MODELO  | ANO DE PRODUÇÃO | FABRICANTE       | TOTAL | RODAGEM | MOTOR   | POTÊNCIA         | IMAGEM |
| ------- | --------------- | ---------------- | ----- | ------- | ------- | ---------------- | ------ |
| C26     | 1975            | General Electric | 25    | C-C     | 7FDL-12 | 2.250 hp         |        |
| C26M    | 1975            | General Electric | 35    | C-C     | 7FDL-12 | 2.600 hp         |        |
| C30-7MP | 1975            | General Electric | 1     | C-C     | 7FDL-12 | 2.500 hp         |        |
| C30     | 1974-1979       | General Electric | 19    | C-C     | 7FDL-16 | 3.000 hp         |        |
| C30M    | 2000            | General Electric | 17    | C-C     | 7FDL-16 | 3.300 hp         |        |
| C30M1   | 1982-1985       | General Electric | 18    | C-C     | 7FDL-16 | 3.300 hp         |        |
| C36     | 1984            | General Electric | 16    | C-C     | 7FDL-16 | 3.600 hp         |        |
| C36MILZ | 1984            | General Electric | 10    | C-C     | 7FDL-16 | 3.600 / 3.300 hp |        |
| C36MLZ  | 1985            | General Electric | 15    | C-C     | 7FDL-16 | 3.850 / 3.600 hp |        |
| C36ME   | 1984            | General Electric | 17    | C-C     | 7FDL-16 | 3.840 / 3.600 hp |        |

### Dash-8

#### Seis Eixos
| MODELO  | ANO DE PRODUÇÃO | FABRICANTE       | TOTAL | RODAGEM | MOTOR       | POTÊNCIA        | IMAGEM |
| ------- | --------------- | ---------------- | ----- | ------- | ----------- | --------------- | ------ |
| C36MI/L | 1974-1984       | General Electric | 60    | C-C     | 7FDL-16 EFI | 3.900 / 3.600hp |        |

### Dash 9

#### Seis Eixos
| MODELO  | ANO DE PRODUÇÃO | FABRICANTE       | TOTAL | RODAGEM | MOTOR      | POTÊNCIA | IMAGEM |
| ------- | --------------- | ---------------- | ----- | ------- | ---------- | -------- | ------ |
| C44-EMi | 2006-2008       | General Electric | 61    | C-C     | 7FDL16 EFI | 4.400 hp |        |

### AC
| MODELO | ANO DE PRODUÇÃO | FABRICANTE       | TOTAL | RODAGEM | MOTOR      | POTÊNCIA | IMAGEM                 |
| ------ | --------------- | ---------------- | ----- | ------- | ---------- | -------- | ---------------------- |
| AC44i  | 2008-2022       | General Electric | 287   | C-C     | 7FDL16 EFI | 4.400 hp | MRS #3471, MG - Brasil |
| ES44   | 2022-2023       | Wabtec           | 11    | C-C     | GEVO V12   | 4.400 hp |                        |

## Hitachi
Locomotivas fabricadas pela Hitachi

### Diesel-Elétricas
| MODELO     | ANO DE PRODUÇÃO | FABRICANTE | TOTAL | RODAGEM           | MOTOR                      | POTÊNCIA | IMAGEM |
| ---------- | --------------- | ---------- | ----- | ----------------- | -------------------------- | -------- | ------ |
| Hitachi DI | 1980            | Hitachi    | 2     | B-B + Cremalheira | ALCO 6 cilindros em linha. | 1.000 hp |        |

## Stadler

### Elétricas
| MODELO | ANO DE PRODUÇÃO | FABRICANTE   | TOTAL | RODAGEM           | MOTOR                                                                  | POTÊNCIA        | IMAGEM                                             |
| ------ | --------------- | ------------ | ----- | ----------------- | ---------------------------------------------------------------------- | --------------- | -------------------------------------------------- |
| He 4/4 | 2011-2014       | Stadler Rail | 7     | B-B + Cremalheira | 4 motores de aderência e 4 motores de cremalheira, corrente alternada. | 6.702 hp (5 MW) | Stadler He 4/4 da MRS Logística, em Paranapiacaba. |